# 周延波
周延波（1962年2月25日—），籍贯湖北光化，中国企业家、教育工作者，西安思源学院创始人兼现任董事长，北京邮电大学世纪学院、北京人文大学现任董事长。除此之外，他曾担任过政协委员。

## 生平
1984年7月，周延波毕业于西安交通大学机械工程系，并留在学校从事教育工作。起初是一名学生辅导员，后升任团工委书记、系办公室主任等领导职务。
1992年，周延波在河南一中学招生时见到多名高考落榜生。为了给更多落榜生接受高等教育的机会，他于1994年创立了西安交大机械学院培训中心，以举办高等教育自学考试本、专科班和计算机短期培训班为主。至1998年7月1日，在陕西省教育厅批准之下，周延波的培训中心与西安交通大学产业集团于白鹿原共同创办了西安思源科技培训学院（今西安思源学院）。
在从事教育工作的同时，周延波亦有参与政治。2008年1月，他担任宁夏回族自治区第九届政协委员；2013年1月，转任陕西省第十二届人大代表。2018年2月，改任陕西省第十二届政协委员。除此之外，他还担任过西安市第十三届、十四届人大代表以及西安市人大内务及司法委员会委员。

## 个人荣誉
- 2007年，被中共陕西省委、陕西省人民政府授予“陕西省劳动模范”称号[8]；
- 2008年，担任北京奥运会延安市火炬手[9]。

## 争议事件
2019年1月24日，周延波的前妻冯捷东在网上爆料称，周在担任政协委员期间违规获得加拿大枫叶卡；与此同时，周延波与冯捷东的“加拿大永久居民身份批准证明”也在网上传开，“周延波成为加拿大永久居民”一事引发热议。次日，周延波称自己仍为中国公民，不会加入外国国籍；其律师李青山发表声明指，周没有加拿大国籍和枫叶卡。1月28日，冯捷东在接受《新京报》采访时指出，他们一家已成为加拿大永久居民，获得加拿大枫叶卡及社保卡。对于周延波及其律师的声明，冯捷东则予以反驳。李青山随后也接受《新京报》采访，表示只确认周没有加拿大国籍。周延波本人则是拒绝回应。
3月19日，陕西省委教育工委公布事件调查结果，表示已给予周延波党内严重警告处分，并责令其辞去政协委员职务。